# فجر (روستا)
 فجر  (در عربی:  الفَجر )
نام روستایی است در عزلهٔ (مخلاف العود)، در دهستان فَروَة از توابع استان صَعده در کشور یمن در شبه جزیره عربستان. 

## جمعیت
جمعیت آن (۲۰۱ ) نفر (۱۶ خانوار) می‌باشد.